# Algoma-Ouest
Pour les articles homonymes, voir Algoma.
Algoma-Ouest fut une circonscription électorale fédérale de l'Ontario, représentée de 1904 à 1968.
Les circonscriptions d'Algoma-Est et d'Algoma-Ouest a été créée en 1903 de la division de l'ancienne circonscription d'Algoma. Abolie en 1966, elle fut redistribuée parmi Algoma, Cochrane, Sault Ste. Marie et Timmins—Chapleau.

## Géographie
En 1904, la circonscription de Algoma-Ouest comprenait:
- La portion ouest du district d'Algoma

## Députés
1. 1904-1917 — Arthur Cyril Boyce, CON
2. 1917-1935 — Thomas Edward Simpson, CON
3. 1935-1940 — Henry Sidney Hamilton, PLC
4. 1940-1968 — George E. Nixon, PLC

- CON = Parti conservateur du Canada (ancien)
- PLC = Parti libéral du Canada